# پادشاه چاده
پادشاه چاده (کره‌ای: 차대태왕؛ زاده:۱۲۱؛ سلطنت:۱۴۶–۱۶۵ میلادی)؛ هفتمین امپراتور گوگوریو، شمالی‌ترین در میان سه پادشاهی کره بود. اگرچه همسر پادشاه چاده ناشناخته است اما حداقل او یک پسر به نام شاهزاده چوآن (به کره‌ای: 추안) داشت. پادشاه چاده سرانجام از قدرت عزل و برکنار شد.
در کتاب دونگ‌گوک تونگام که کتابی از پادشاهی چوسان است، وی را پادشاهی مستبد توصیف می‌کند که مرتکب قتل شده است. گفته می‌شود او شجاع و از نظر جسمی قوی بود و ظاهری با شکوه داشت، اما در قلبش مهربانی کمی وجود داشت. در سامگوک ساگی ذکر شده که پادشاه چاده بسیاری از دوران سلطنتش را به نابودی دشمنان سیاسی اختصاص داده بود. در طول سلطنت پادشاه چاده لشکر کشی‌های فتح که در زمان سلطنت پادشاه ته‌جو آغاز شده بود شتاب بیشتری گرفت و با توجه به این واقعیت که در نبردها با دودمان هان جدید و بویو هیچ شکستی از سوی گوگوریو رخ نداد، بسیار محتمل است که پادشاه چاده به دلیل بی کفایتی برکنار نشده باشد بلکه همان‌طور که اغلب در مورد چنین پادشاهانی اتفاق می‌افتاد او توانایی نظامی درجه یکی داشت اما فاقد قدرت سیاسی و اجتماعی بود.

## زندگی
پادشاه چاده قبل از بر تخت نشستن درزمان حکومت برادرش یعنی پادشاه ته‌جو به عنوان ژنرال معروف به گوگوریو خدمت می‌کرد.
پادشاه ته‌جو همیشه برای کشورگشایی‌هایش از پادشاه چاده کمک می‌گرفت و همواره پادشاه چاده به عنوان ژنرال گوگوریو به میدان جنگ می‌رفت و پیروزی بزرگی کسب می‌کرد
به عنوان بزرگ‌ترین دستاورد پادشاه چاده قبل از برتخت نشستن شکست دادن امپراتوری هان درسال ۱۲۱ میلادی بود در این جنگ پادشاه چاده موفق شد شکست سنگینی بر امپراتوری هان وارد کند و حدود بیشماری مرد و زن را اسیر کند.
سال ۱۲۱ میلادی را به عنوان سال ادامه پادشاهی ته‌جو می‌دادند اما برخی تاریخ دانان عقیده دارند در این سال پادشاه ته‌جو تاج و تخت را به پادشاه چاده واگذار کرد و بعد درگذشت.

## سابقه و بدست آوردن پادشاهی
بر اساس کتاب سامگوک ساگی، او جوانترین برادر پادشاه سابق، ته‌جو بود. گفته شده، او شجاع و ظالم بوده است.
در طول حکومت برادرش، پادشاه چاده به‌طور موفقیت‌آمیزی حمله سلسله هان چین را دفع کرد و در دربار گوگوریو، صاحب قدرت شد. او سرانجام پس از حذف مخالفان خود، شامل «یو بو» و «گو بوکجانگ»، تاج و تخت را از پادشاه ته‌جو، که احتمالاً مجبور به کناره‌گیری شده بود، دریافت کرد.
او از نیمه دوم سلطنت پادشاه ته‌جو به عنوان ژنرال خدمت کرد و همچنین در سیاست نیز مشارکت داشت. در سال ۱۲۱، سو-سونگ برای مقابله با تهاجم سلسله هان متأخر، لشکرکشی کرد. او دشمن را با تسلیم دروغین فریب داد، آنها را به حالت آرامش فرو برد و مکانی دشوار را برای مسدود کردن آن تصرف کرد. سپس او مخفیانه به ژوانتو و لیائودونگ حمله کرد و به پیروزی بزرگی دست یافت.
از این سال به بعد، او به نمایندگی از پادشاه ته‌جو، زمام امور کشوری و نظامی را به دست گرفت. در سال ۱۳۲، پس از اینکه نزدیکانش، از جمله یانگ شین، به او توصیه کردند که تاج و تخت را غصب کند، رفتاری از خود نشان داد که نشان می‌داد او پادشاه بعدی خواهد شد. در سال ۱۴۶، سو-سئونگ به تحریک نزدیکانش کودتایی را طرح‌ریزی کرد، اما قبل از اینکه بتواند آن را اجرا کند، پادشاه ته‌جو از سلطنت کناره‌گیری کرد.

## حکومت
پادشاه چاده حتی پس از رسیدن به حکومت به تثبیت قدرت خود ادامه داد. در سومین سال حکومتش، به دستور او دو پسر پادشاه ته‌جو کشته شدند. او یکی از برادرانش را مجبور به خودکشی کرد و جوانترین برادرش، «گو بکگو» (پادشاه شینده)، را اذیت و آزار می‌کرد.
بر اساس کتاب سامگوک ساگی، پیروی چندین حادثه طبیعی و ناآرامی عمومی، او توسط وزیرش «میونگنیم دَپبو» کشته شد. مطابق سامگوک یوسا، امپراتور بعدی، پادشاه شینده، پادشاه ته‌جو و پادشاه چاده را به قتل رساند.